# Jocke Johansson
Ej att förväxla med konstnären Joakim Johansson (född 1965).
Ej att förväxla med friidrottaren Joakim Johansson (friidrottare).
Viktor Lennart Johansson, känd som Jocke Johansson, född 30 oktober 1923 i Skålleruds församling i Älvsborgs län, död 14 juli 1965 i Oscars församling i Stockholm, var en svensk pianist, kompositör samt musiktekniker vid radion. Han gjorde musiken till Jag tycker inte om dej som sjöngs av Lill Lindfors.
Han började som musiktekniker på Sveriges Radio 1948 efter ingenjörsexamen. Vid sidan om arbetet där turnerade han med egna orkestrar, men medverkade också med sin trio i radion. Han gjorde musik till artister som Inga Tidblad, Alice Babs och Lill Lindfors. Han ackompanjerade bland andra Ulla Sallert.
Jocke Johansson var 1954–1960 gift med sångerskan Ulla Christenson (1924–1962), med vilken han även samarbetade inom musiken. Han avled hastigt varför planerat framträdande på Liseberg i sista stund fick ställas in. Han är begravd på Skålleruds kyrkogård i Dalsland.

## Kompositioner i urval
- Älskling, sjöngs av Inga Tidblad, text: Eric Sandström, [5] (1953)[4]
- Jag tycker inte om dej, sjöngs av Lill Lindfors, text: Åke Whilney, (1965)[5]
- Mamma, sjöngs av Alice Babs och Titti Sjöblom, text: Peter Himmelstrand[4]
- Jag vill dikta, text: Bo Setterlind[4]
- Ensam, sjöngs av Ulla Sallert, text: Britt-Marie Thorstenson[4]